# Belmont (Wisconsin)
Belmont is een plaats (village) in de Amerikaanse staat Wisconsin, en valt bestuurlijk gezien onder Lafayette County.

## Demografie
Bij de volkstelling in 2000 werd het aantal inwoners vastgesteld op 871. In 2006 is het aantal inwoners door het United States Census Bureau geschat op 906, een stijging van 35 (4,0%).

## Geografie
Volgens het United States Census Bureau beslaat de plaats een oppervlakte van 1,5 km², geheel bestaande uit land. Belmont ligt op ongeveer 296 m boven zeeniveau.

## Plaatsen in de nabije omgeving
De onderstaande figuur toont nabijgelegen plaatsen in een straal van 20 km rond Belmont.